# Ладышкино (Вологодская область)
Ладышкино — деревня в Бабаевском районе Вологодской области.
Входит в состав Санинского сельского поселения, с точки зрения административно-территориального деления — в Санинский сельсовет.
Расстояние по автодороге до районного центра Бабаево — 28 км, до центра муниципального образования деревни Санинская — 2 км. Ближайшие населённые пункты — Амосово, Дедовец, Седуново, Шарапова Горка.
По данным переписи в 2002 году постоянного населения не было.